# Halowe Mistrzostwa Świata w Lekkoatletyce 1997 – skok w dal mężczyzn
Skok w dal mężczyzn – jedna z konkurencji rozgrywanych podczas halowych mistrzostw świata w lekkoatletyce w 1997. Eliminacje odbyły się 7 marca, a finał został rozegrany 8 marca.
Do eliminacji zgłoszonych zostało 38 zawodników z 29 państw. Dwunastka lekkoatletów z najlepszymi wynikami w fazie eliminacji (lub tych, którzy osiągnęli rezultat co najmniej 7,95 m) awansowała do finałowej rywalizacji.
Zawody w tej konkurencji wygrał reprezentant Kuby Iván Pedroso. Drugą pozycję zajął zawodnik z Rosji Kiriłł Sosunow, trzecią zaś reprezentujący Stany Zjednoczone Joe Greene.

## Wyniki

### Eliminacje
Grupa A
| Miejsce | Zawodnik               | Państwo             | Podejście | Podejście | Podejście | Wynik końcowy | Uwagi |
| Miejsce | Zawodnik               | Państwo             | #1        | #2        | #3        | Wynik końcowy | Uwagi |
| ------- | ---------------------- | ------------------- | --------- | --------- | --------- | ------------- | ----- |
| 1.      | Kiriłł Sosunow         | Rosja               | 7,38      | 7,78      | 8,30      | 8,30          | PB    |
| 2.      | Romuald Ducros         | Francja             | X         | 7,98      | X         | 7,98          | PB    |
| 3.      | Erick Walder           | Stany Zjednoczone   | 7,88      | 7,92      | X         | 7,92          |       |
| 4.      | Cheikh Touré           | Senegal             | 7,54      | 7,73      | 7,84      | 7,84          |       |
| 5.      | Nobuharu Asahara       | Japonia             | 7,41      | 7,83      | 7,80      | 7,83          |       |
| 6.      | Mattias Sunneborn      | Szwecja             | 7,62      | 7,81      | 7,81      | 7,81          |       |
| 7.      | Bogdan Tudor           | Rumunia             | 7,63      | 7,75      | 7,70      | 7,75          |       |
| 8.      | Dimitros Hatzopulos    | Grecja              | 7,71      | X         | 7,71      | 7,71          |       |
| 9.      | Jewgienij Semenjuk     | Ukraina             | 7,41      | 7,69      | 7,54      | 7,69          |       |
| 10.     | Krzysztof Łuczak       | Polska              | 7,60      | X         | 7,64      | 7,64          |       |
| 11.     | Nélson Carlos Ferreira | Brazylia            | 7,48      | X         | 7,58      | 7,58          |       |
| 12.     | Yang Chao              | Chiny               | 7,57      | 7,57      | X         | 7,57          |       |
| 13.     | Konstantin Krause      | Niemcy              | 7,27      | 7,56      | X         | 7,56          |       |
| 14.     | Franck Zio             | Burkina Faso        | X         | 7,49      | X         | 7,49          |       |
| 15.     | Pedro García           | Kuba                | 7,34      | X         | X         | 7,34          |       |
| 16.     | Hatem Mersal           | Egipt               | 6,70      | 6,95      | 7,26      | 7,26          |       |
| 17.     | Szirak Poghosjan       | Armenia             | 7,21      | X         | X         | 7,21          |       |
| 18.     | Pa Momodou Gai         | Gambia              | 6,94      | 7,16      | 6,83      | 7,16          |       |
| 19.     | Ellsworth Manuel       | Antyle Holenderskie | 6,67      | X         | 6,94      | 6,94          |       |

Grupa B
| Miejsce | Zawodnik            | Państwo           | Podejście | Podejście | Podejście | Wynik końcowy | Uwagi |
| Miejsce | Zawodnik            | Państwo           | #1        | #2        | #3        | Wynik końcowy | Uwagi |
| ------- | ------------------- | ----------------- | --------- | --------- | --------- | ------------- | ----- |
| 1.      | Joe Greene          | Stany Zjednoczone | X         | 7,78      | 8,17      | 8,17          | SB    |
| 2.      | Jewgienij Trietiak  | Rosja             | 7,57      | 7,80      | 8,13      | 8,13          |       |
| 3.      | Iván Pedroso        | Kuba              | 8,12      |           |           | 8,12          |       |
| 4.      | Gregor Cankar       | Słowenia          | X         | X         | 8,04      | 8,04          |       |
| 5.      | Bogdan Tudor        | Rumunia           | 7,71      | 7,87      | 7,95      | 7,95          |       |
| 6.      | Alaksandar Hławacki | Białoruś          | 7,85      | 7,95      |           | 7,95          |       |
| 7.      | James Beckford      | Jamajka           | 7,95      |           |           | 7,95          |       |
| 8.      | Spiridon Wasdekis   | Grecja            | 7,75      | 7,68      | 7,92      | 7,92          |       |
| 9.      | Carlos Calado       | Portugalia        | 7,47      | 7,80      | 7,85      | 7,85          | NR    |
| 10.     | Huang Geng          | Chiny             | 7,35      | 7,59      | X         | 7,59          |       |
| 11.     | Younés Moudrik      | Maroko            | 5,21      | 7,49      | X         | 7,49          | NR    |
| 12.     | Olivier Borderan    | Francja           | X         | X         | 7,49      | 7,49          |       |
| 13.     | Robert Emmijan      | Armenia           | 7,42      | X         | 7,44      | 7,44          |       |
| 14.     | Raúl Fernández      | Hiszpania         | 7,14      | 7,18      | X         | 7,18          |       |
| 15.     | Josué M'Bon         | Kongo             | 6,98      | 6,96      | 6,97      | 6,98          |       |
| 16.     | Estéve Martín       | Andora            | 6,85      | X         | X         | 6,85          |       |
| 17.     | Nai Hui-fang        | Chińskie Tajpej   | 6,83      | X         | X         | 6,83          |       |
| 18.     | Norberto Nsue Ondo  | Gwinea Równikowa  | X         | X         | 5,77      | 5,77          |       |
| 19.     | Igor Strielcow      | Ukraina           | 5,29      | X         | X         | 5,29          |       |

### Finał
| Miejsce | Zawodnik            | Państwo           | Podejście | Podejście | Podejście | Podejście | Podejście | Podejście | Wynik końcowy | Uwagi |
| Miejsce | Zawodnik            | Państwo           | #1        | #2        | #3        | #4        | #5        | #6        | Wynik końcowy | Uwagi |
| ------- | ------------------- | ----------------- | --------- | --------- | --------- | --------- | --------- | --------- | ------------- | ----- |
| 01 !    | Iván Pedroso        | Kuba              | 8,48      | X         | X         | X         | 8,51      | 8,46      | 8,51          | =     |
| 02 !    | Kiriłł Sosunow      | Rosja             | 8,23      | X         | X         | 8,00      | X         | 8,41      | 8,41          | PB    |
| 03 !    | Joe Greene          | Stany Zjednoczone | 7,95      | X         | 7,99      | 8,13      | 8,22      | 8,41      | 8,41          | PB    |
| 4.      | Erick Walder        | Stany Zjednoczone | 7,97      | 8,01      | 8,16      | 8,17      | 8,24      | 8,14      | 8,24          | SB    |
| 5.      | James Beckford      | Jamajka           | 8,17      | X         | 8,13      | X         | X         | 8,11      | 8,17          | SB    |
| 6.      | Jewgienij Trietiak  | Rosja             | 8,12      | X         | 7,98      | 8,10      | X         | 8,11      | 8,12          |       |
| 7.      | Gregor Cankar       | Słowenia          | X         | 8,02      | X         | 7,83      | 7,90      | X         | 8,02          |       |
| 8.      | Spiridon Wasdekis   | Grecja            | X         | 7,99      | 7,79      | X         | 7,88      | 7,95      | 7,99          |       |
| 9.      | Alaksandar Hławacki | Białoruś          | X         | 7,89      | 7,98      | NQ        | NQ        | NQ        | 7,98          |       |
| 10.     | Bogdan Tudor        | Rumunia           | 7,91      | X         | 7,94      | NQ        | NQ        | NQ        | 7,94          |       |
| 11.     | Carlos Calado       | Portugalia        | 7,50      | X         | 7,45      | NQ        | NQ        | NQ        | 7,50          |       |
| 12.     | Romuald Ducros      | Francja           | 6,31      | X         | X         | NQ        | NQ        | NQ        | 6,31          |       |